# جزيرة سانتا في
جزيرة سانتا في (بالإسبانية : جزيرة سانتا في) ، وتسمى أيضا جزيرة بارينغتون نسبة إلى الأميرال صموئيل بارينغتون ، وهي جزيرة صغيرة مساحتها 24 كم2 والتي تقع في وسط أرخبيل غالاباغوس ، إلى الجنوب الشرقي من جزيرة سانتا كروز. جيولوجياتها هي واحدة من أقدم الجزر، منذ من حوالي 4 ملايين سنة . يتميز الغطاء النباتي للجزيرة من الضرب و الكمثرى الشائك .
- بين الحيوانات يوجد نوعين من السلالات المستوطنة : الإغوانا جزيرة بارينغتون(Conolophus pallidus) و جرذ الأرز سانتا في(Aegialomys galapagoensis bauri).
- تقع المناطق القابلة للزيارة في خليج بارينغتون في الجانب الشمالي الشرقي من الجزيرة. حيث تم العثور على أعداد كبيرة من أسود البحر على الشواطئ في خليج باريغنتون ، مما يعوق في بعض الأحيان إلى مسارات هجرة الرئيسيين من الشاطئ.